# Constant Fornerod
Constant Fornerod (30 de Maio de 1819 - 1873) foi um político da Suíça.
Ele foi eleito para o Conselho Federal suíço em 11 de Julho de 1855 e terminou o mandato a 31 de Outubro de 1867.
Constant Fornerod foi Presidente da Confederação suíça em 1857, 1863 e 1867.